# Amihai Mazar
Amihai Mazar (en hebreo: עמיחי מזר‎; 19 de noviembre de 1942) es un arqueólogo israelí. 

## Biografía
Nació en Haifa, Israel (entonces el Mandato Británico de Palestina), ha sido desde 1994 profesor en el Instituto de Arqueología de la Universidad Hebrea de Jerusalén, ocupando la Cátedra Eleazer Sukenik en Arqueología de Israel.
Su Archaeology of the Land of the Bible es un libro de texto ampliamente utilizado para la arqueología israelita en las universidades.
El trabajo de Mazar ha dado como resultado que la Cronología Convencional Modificada sea el marco más aceptado para la cronología israelita durante el período de la Edad del Hierro.
Mazar está casado, tiene tres hijos y reside en Jerusalén. Es el sobrino de Benjamin Mazar, uno de la primera generación de arqueólogos israelíes pioneros después de la Independencia, y primo de la difunta arqueóloga Eilat Mazar.

## Excavaciones arqueológicas
Amihai Mazar ha dirigido excavaciones arqueológicas en varios sitios en Israel y los territorios palestinos que incluyen:
- Tell Qasile
- Timna (Tel Batash) - desde 1977-1989
- Bull Site - desde 1978-1981
- Beit She'an - desde 1989-1996
- Rehov (Tel Rehov) - desde 1997-2012

Amihai Mazar fue uno de los primeros arqueólogos en normalizar el uso de la datación por radiocarbono en sitios levantinos y mediterráneos de manera más amplia, comenzando por su trabajo en Tel Rehov. Mazar también ha sido un notable defensor de la historicidad de la llamada Monarquía Unida de Saúl, David y Salomón, argumentando que la evidencia arqueológica no es contraria a la misma sino que más bien la favorece.

### Colmenas antiguas
Mientras excavaba la antigua ciudad de Rehov, Mazar descubrió 30 colmenas intactas, que datan alrededor del 900 a. C., época en la que la ciudad tenía unos 2.000 habitantes. Las colmenas, hechas de paja y arcilla sin cocer, se encontraron en filas ordenadas y pueden ser las colmenas completas más antiguas jamás descubiertas.

## Premios
En 2009, Mazar recibió el Premio Israel de arqueología.

## Publicaciones

### Libros
- Excavations at Tell Qasile, Part One. The Philistine Sanctuary: Architecture and Cult Objects (Qedem 12). Jerusalem: The Hebrew University of Jerusalem 1981.
- Excavations at Tell Qasile, Part Two. Various Finds, The Pottery, Conclusions, Appendices (Qedem 20). Jerusalem: The Hebrew University of Jerusalem 1985.
- Archaeology of the Land of the Bible, 10,000–586 B.C.E., Anchor Bible Reference Library, Doubleday, 1990. ISBN 0-385-23970-X (Hbk) ISBN 0-385-42590-2 (Pbk)
- Timnah – A Biblical Town in the Sorek Valley. Winona Lake 1995 (with G. L. Kelm).
- Timnah (Tel Batash) I: Stratigraphy and Architecture (Qedem 37). Jerusalem 1997.
- Timnah (Tel Batash) II: The Finds from the First Millennium BCE (Qedem 42). Jerusalem 2001 (with N. Panitz-Cohen).
- Excavations at Tel Beth-Shean 1989–1996, Volume I. From the Late Bronze Age IIB to the Medieval Period. Jerusalem 2006.
- Excavations at Tel Beth-Shean 1989–1996, Volume II: The Middle and Late Bronze Age Strata in Area R, (editor with Robert Mullins). Jerusalem 2007.
- The Quest for the Historical Israel, (Archaeological and Biblical Studies 17) (with Israel Finkelstein, editor Brian B. Schmidt), Atlanta 2007.

### Artículos
- "The Excavations at Tel Beth-Shean", Eretz-Israel 21 (1990), pp. 197–211 (in Hebrew).
- "Temples of the Middle and Late Bronze Ages and the Iron Age", in Kempinski, A. & Reich, R. (eds), The Architecture of Ancient Israel from the Prehistoric to the Persian Periods – in Memory of Immanual (Munya) Dunayevsky, Jerusalem: IES, (1992), pp. 161–187.
- "The Excavations at Tel Beth-Shean in 1989–1990", in Biran, A. & Aviram, J. (eds), Biblical Archaeology Today, 1990 – Proceedings of the Second International Congress on Biblical Archaeology, Jerusalem, 1990, Jerusalem: IES, (1993), pp. 606–619.
- "Beth Shean in the Iron Age: Preliminary Report and Conclusions of the 1990–1991 Excavations", IEJ 43.4 (1993), pp. 201–229.
- "Four Thousand Years of History at Tel Beth-Shean", Qadmoniot 27.3-4 (1994), pp. 66–83 (in Hebrew).
- "Four Thousand Years of History at Tel Beth-Shean – An Account of the Renewed Excavations", BA 60.2 (1997), pp. 62–76.
- "The Excavations at Tel Beth Shean during the Years 1989-94", in Silberman, N.A. & Small, D. (eds), The Archaeology of Israel – Constructing the Past, Interpreting the Present, [JSOT Supplement Series 237], Sheffield: Sheffield Academic Press, (1997), pp. 144–164.
- “Iron Age Chronology: A Reply to I. Finkelstein” Levant (1997), pp. 157-167
- "The 1997-1998 Excavations at Tel Rehov: Preliminary Report" Israel Exploration Journal (1999), pp. 1-42
- “The Debate over the Chronology of the Iron Age in the Southern Levant” in (eds. Levy & Higman) The Bible and Radiocarbon Dating: Archaeology, Text, and Science (2005), pp. 15-30.
- (junto a Christopher Bronk Ramsay) "14C Dates and the Iron Age Chronology of Israel: A Response", Radiocarbon (2008), pp. 159-180
- (junto a Christopher Bronk Ramsay) "A Response to Finkelstein and Piasetzky's Criticism and 'New Perspective'", Radiocarbon (2010), pp. 1681-1688
- “Archaeology and the Biblical Narrative: The Case of the United Monarchy” in (eds. Kratz & Spieckermann) One God - One Cult - One Nation: Archaeological and Biblical Perspectives (2010), pp. 29-58
- “The Iron Age Chronology Debate: Is the Gap Narrowing? Another Viewpoint” Near Eastern Archaeology (2011), pp. 105-111
- (with Sharen Lee & Christopher Bronk Ramsay) "Iron Age Chronology in Israel: Results from Modelling with a Trapezoidal Bayesian Framework", Radiocarbon (2013), pp. 731-740
- “Archaeology and the Bible: Reflections on Historical Memory in the Deuteronomistic History” in (ed. Maier) Congress Volume Munich 2013 (2014), pp. 347-369.